# ВідСутність
Театральна лабораторія «ВідСутність» — зразковий художній колектив, заснований у 2010 році за ініціативи Юрія Паскара в Рівному. Діє в Рівненському міському Палаці дітей та молоді.
Колектив працює із сучасною драматургією, створює перформанси, контактні імпровізації, знімає короткометражні фільми, створює авторську музику, фаєр-шоу.
Гасло лабораторії — «Мистецтво, що гріє!»

## Історія
2010
- 24 квітня в рамках благодійного марафону «З вірою в майбутнє 2010» відбулася прем′єра вистави «Секонд-хенд» за п’єсою Славомира Мрожека «Стриптиз». Виставу поставив майбутній художній керівник театральної лабораторії «ВідСутність», драматург та режисер Юрій Паскар.

- 19 червня вперше на III міні-фестивалі мистецької тусовки «Духовка» була показана перформативна вистава «Відсутність».

- 21 серпня на українсько-польському кордоні, та міжнародному переході «Кречів-Крилів» («Кордон 835»), відбувся театральний фестиваль «БЕЗ кордонів», де майбутні учасники театральної лабораторії «ВідСутність» у складі народного молодіжного театру «Від ліхтаря» з Рівного, продемонстрували перформанс «Відсутність».

2011
- 27 жовтня відбулась презентація театральної лабораторії «ВідСутність». З нагоди презентації був здійснений 4-денний показ вистав: 27 жовтня - вистава «Секонд-хенд» за п’єсою «Стриптиз»; 28 жовтня - перформативна вистава «Відсутність», а 29 та 30 жовтня глядачі побачили прем'єру вистави «Ну звісно».

- В листопаді «ВідСутність» бере участь в V Міжнародному дитячо-молодіжному театральному фестивалі аматорських колективів «ЛіхтАрт» у Рівне, в міському Палаці дітей та молоді. Театральна лабораторія грає виставу «Ну звісно», яка на фестивалі стає найкращою режисерською роботою (режисер Юрій Паскар) та отримує Гран-Прі «Срібний Ліхтар».

2012
- В березні колектив театральної лабораторії «ВідСутність» бере участь у фестивалі «Театральний бум» на базі Рівненського міського Палацу дітей та молоді з виставами «Секонд-хенд» за п’єсою «Стриптиз» та «Ну звісно».

- В кінці квітня театральна лабораторія «ВідСутність» бере участь в благодійному марафоні «З вірою в майбутнє» з перформансом «Відсутність» та виставою «Ну звісно».

- В травні «ВідСутність» випускає короткометражний фільм «Вихід». А в червні цього ж року «Вихід» був представлений на II фестивалі аматорського кіно «Двері».

- В жовтні "ВідСутність" була учасником на фестивалі „коротких“ фільмів «Шорти». На розгляд журі був представлений фільм "Вихід".

- 24 листопада «ВідСутність» бере участь в VI Міжнародному дитячо-молодіжному театральному фестивалі аматорських колективів «ЛіхтАрт», де здобуває Гран-Прі «Малахітовий Ліхтар» за виставу «Відсутність».

2013
- В січні «ВідСутність» випускає два короткометражних фільми «Гадання на святки» та «Кофе?».

- 1 лютого короткометражний фільм «Кофе?» здобуває перше місце на відеоконкурсі "За що я люблю каву?", який проходив серед рівненських (і не тільки) інтернет-користувачів.

- З 10 по 16 квітня актриси театральної лабораторії «ВідСутність» Алла Гладкова та Віра Юхимець взяли участь у Міжнародному фестивалі декламації поезії та прози, внутрішнього монологу та експериментальної декламації «Декламую, значить існую» у м.Кремниця (Словаччина). Алла Гладкова та Віра Юхимець отримали золоті стрічки у жанрі внутрішній монолог та поезія відповідно. Срібну стрічку отримала Віра Юхимець у жанрі проза. Також, Алла Гладкова та Віра Юхимець отримали бронзові стрічки у жанрі поезія та внутрішній монолог відповідно.

- В травні «ВідСутність» бере участь в благодійному марафоні «З вірою в майбутнє», де показує перформанс «Відсутність» та презентує виставу «Ілюзії».

- 4 жовтня театральна лабораторія «ВідСутність» гостювала з «Ілюзіями» на мистецькій тусовці "Zдибанka" в Острозькій академії.

- 29 жовтня «ВідСутність» поза конкурсом грає виставу «Ілюзії» на VII Міжнародному дитячо-молодіжному театральному фестивалі аматорських колективів «ЛіхтАрт».

- 24 листопада «ВідСутність» з «Ілюзіями» їде на гастролі до Вінниці[2].

2014
- 26 квітня театральна лабораторія «ВідСутність» бере участь у IV Міжнародному відкритому фестивалі дитячо-юнацьких молодіжних аматорських театрів «Паралельні світи - 2014»(м. Барановичі, Білорусь) з виставою «Ілюзії». У фестивалі взяли участь 20 театральних колективів з Білорусі, Німеччини, Росії, України. «ВідСутність» була єдиним колективом від України, який продемонстрував свою виставу на фестивалі. Робота «відсутнівців» викликала бурхливу дискусію та діаметрально протилежні судження, будучи однією з самих експериментальних та відвертих вистав фестивалю. За результатами роботи журі, учасниця колективу Тетяна Дмиш перемогла в номінації «Найкраща жіноча роль другого плану».

- З 28 квітня по 8 травня у Рівненському міському Палаці дітей та молоді відбувається ХІХ традиційний Благодійний Марафон – 2014 «З вірою в майбутнє», де «ВідСутність» грає виставу «Ну звісно» та презентує нову виставу «За зачиненими дверима».

- Під гаслом «Театр єднає!» з 9 по 18 жовтня театральна лабораторія «ВідСутність» спільно з трьома молодіжними театрами Рівного («МЕТР», «Народний молодіжний театр» та «Сонях») організували відкриття театрального сезону 2014-2015 року. 16 жовтня «ВідСутність» представила виставу «За зачиненими дверима».

- Починаючи з 12 жовтня, учасники театральної лабораторії «ВідСутність», під керівництвом режисера Юрія Паскара, кожні три тижні презентували новий перформанс в рамках благодійної безстрокової акції «Ми разом» Рівненського міського Палацу дітей та молоді. Акція організована задля підтримки військових Рівненської області[3][4][5], що перебувають в зоні бойових дій (АТО).

- 16 грудня театральна лабораторія «ВідСутність» взяла участь у благодійному театральному фестивалі у Вінниці на підтримку українських військових АТО, де показала п'єсу «За зачиненими дверима», написану в роки Другої світової війни. Постановка була водночас і актуальною, і болючою.

2015
- 18 січня в рамках 75-річчя Рівненського міського Палацу дітей та молоді з нагоди 35-річчя театру відбувся перформанс «Вихід... двері!!!»(презентація короткометражного фільму «Вихід» з перформативним дійством) та показ вистави «За зачиненими дверима».

- 21 січня відбулася "подія в події" - «Штраус-концерт» у виконанні симфонічного оркестру Рівненської обласної філармонії(диригент Ольга Трофимчук) в поєднанні з фаєр-шоу театральної лабораторії «ВідСутність».

- 23 січня кульмінацією святкування 75-річчя Рівненського міського Палацу дітей та молоді став абсолютно новий проект для Палацу – дебютне, феєричне фаєр-шоу від театральної лабораторії «ВідСутність».

- 16 березня від театральної лабораторії «ВідСутність» стартував новий проект «ДієСлово» - спрямований на популяризацію української драматургії у колах пооціновувачів театрального мистецтва. Особливість даного проекту в тому, що основним засобом виразності акторів є слово і лише деякі елементи перформансу, це дає можливість кожному із глядачів стати співтворцем, адже звільняється багато простору для уяви. Була зіграна експрес-вистава за п'єсою «Кілька зайвих історій» рівненського драматурга, режисера, сценариста та актора Артема Вишневського, керівника Молодіжного експериментального театру Рівного «МЕТР», який також є членом Національної спілки письменників (з 2006р.), членом Конфедерації Драматургів України (з 2003р.), автор збірки драматургії „Клаптикова порода. П’єси”.

- 27 березня в Міжнародний день театру театральна лабораторія «ВідСутність» мала велику честь вітати Рівненський академічний музично драматичний театр із 75-ти річчям, видовищним фаєр-шоу, яке відбулося у вечері на площі біля драм-театру після театральної зустрічі «Не хлібом єдиним…».

- 21 квітня театральна лабораторія «ВідСутність» бере участь у V Міжнародному відкритому фестивалі дитячо-юнацьких молодіжних аматорських театрів «Пареллельные миры - 2015» (м. Барановичі, Білорусь) з виставою «За зачиненими дверима». У фестивалі взяли участь 18 театральних колективів із Білорусі, України, Росії, Чехії та Німеччини. «ВідСутність» була єдиним колективом від України, який продемонстрував свою виставу на фестивалі. За результатами роботи журі театральна лабораторія «ВідСутність» отримала диплом за «Оригінальну постановку – Театральна лабораторія «ВідСутність» Рівне, Україна спектакль «За зачиненими дверима».

- З 24 квітня по 3 травня у Рівненському міському Палаці дітей та молоді відбувся XX традиційний Благодійний Марафон – 2015 «З вірою в майбутнє», де «ВідСутність» зіграла дві вистави - 27 квітня «За зачиненими дверима», 29 квітня «Ілюзії», а на закритті здивувала всіх новою розширеною програмою вогняного шоу.

- 16 травня відбувся благодійний виступ (фаєр шоу) театральної лабораторії «ВідСутність» в рамках цілоденного Благодійного Марафону – «Він – НАШ!!!» в місті Рівне, спрямованого на допомогу Андрію Мельнику, пораненому учаснику бойових дій в зоні АТО.

- На закриття театрального сезону 12 червня театральна лабораторія «ВідСутність» підготувала експрес-виставу за п’єсою Олександра Ірванця «Прямий ефір» в рамках проекту «ДієСлово».

- 5 вересня театральна лабораторія «ВідСутність» взяла участь в масштабному міжнародному проекті «III Конгрес культури Східного партнерства м. Львів», разом з діячами культури з 19 країн світу. «ВідСутність» зіграла виставу «За зачиненими дверима».

- Під гаслом «Театр єднає!» з 15 жовтня по 3 листопада театральна лабораторія «ВідСутність» спільно з двома молодіжними театрами Рівного («Народний молодіжний театр» та «Сонях») організували друге спільне відкриття театрального сезону 2015-2016 року. 15 жовтня «ВідСутність» представила виставу «Ілюзії» та вогняний перформанс (фаєр шоу).

- 3 листопада «ВідСутність» відкриває VIII Міжнародний дитячо-молодіжний театральний фестиваль аматорських колективів «ЛіхтАрт» позаконкурсною виставою «За зачиненими дверима».

- 17 грудня, в рамках проекту «ДієСлово», театральна лабораторія «ВідСутність» підготувала експрес-виставу за п’єсою Андрія Дещенко «З чого б розпочати?».

2016
- 5 лютого в Рівненському міському Палаці дітей та молоді відбулося ХХІІІ традиційне родинне свято Палацу дітей та молоді «Золотий апельсин», де визначали рейтинг досягнень на рівні вихованців Палацу, педагогічного колективу, батьків та соціальних партнерів за результатами роботи за 2015 рік. На святі, вистава театральної лабораторії «ВідСутність» «За зачиненими дверима» отримала нагороду у номінації «Творча молодь» - за активну участь та перемоги вистави у міжнародних проектах.

- 11 березня театральна лабораторія «ВідСутність» підготувала експрес-виставу за п’єсою Юрія Паскара «Повернення, або баскетбол на двох» в рамках проекту «ДієСлово».

- З 9 по 18 травня у Рівненському міському Палаці дітей та молоді відбувся XXI традиційний Благодійний Марафон – 2016 «З вірою в майбутнє. Щоб шляхи стелились рушниками», де «ВідСутність» 10 травня презентувала виставу «У відкритому морі». - за однойменною п'єсою польського драматурга Славомира Мрожека, у постановці Юрія Паскара.

- 14 травня на фестивалі «Етно-коло» у рамка благодійного марафону «З вірою в майбутнє» «ВідСутність» показала вогняне шоу та отримала сертифікат «Благодійника Марафону» за участь у заходах марафону і відзнаку «Зірка Марафону»[6].

- 21 травня актриси театральної лабораторії «ВідСутність» Олена Андрощук та Віра Юхимець взяли участь у фестивалі декламації «Prednášam teda som..» у Словацькому місті м.Кремниця, де отримали «Золоту стрічку» та «Срібну стрічку» у категорії «Монолог» відповідно, а також Олена Андрощук отримала «Бронзову стрічку» у категорії «Поезія».

## Творчість
Вистави та перформанси
- 2010 — вистава «Секонд Хенд» за п’єсою «Стриптиз» Славомира Мрожека (переклад українською — Геннадій Бєлий; реж. Юрій Паскар
- 2010 — перформативна вистава «ВідСутність» — автор ідеї та режисер — Юрій Паскар
- 2010 — арт-проект «Зникаючий світ» Дмитра Личака; реж. Юрій Паскар
- 2011 — вистава «Ну звісно» — автор Девід Айвз (адаптований переклад — Геннадій Бєлий); реж. Юрій Паскар
- 2013 — вистава «Ілюзії» Івана Вирипаєва; реж. Юрій Паскар
- 2014 — вистава «За зачиненими дверима» Жан-Поль Сартра; реж. Юрій Паскар
- 2015 — вогняний перформанс (фаєр шоу) «Вогняна ВідСутність» — керівник Юрій Паскар
- 2015 — проект «ДієСлово»; постановник — Анастасія Яковишина, керівник — Юрій Паскар
- 2016 — вистава «У відкритому морі» — автор Славомира Мрожека (переклад українською — Юлія Нетроніна); реж. Юрій Паскар

Фільмографія
- 2012 — короткометражка «Вихід» — автори ідеї Юрій Паскар та Євген Палій; реж. Юрій Паскар
- 2013 — короткометражка «Гадання на святки» — автори ідеї Євген Палій, Тетяна Дмиш, Дмитро Шкіндер, Анастасія Яковишина; реж. Євген Палій, Тетяна Дмиш
- 2013 — короткометражка «Кава?» — автори ідеї Євген Палій, Тетяна Дмиш, Дмитро Шкіндер, Анастасія Яковишина; реж. Євген Палій, Тетяна Дмиш

## Склад колективу
- Андрощук Олена — акторка, відеограф
- Антонюк Микола — світлооператор
- Бодопрост Роман — звукооператор
- Гладкова Алла — акторка
- Голуб Марина — акторка
- Дещенко Андрій — актор, дизайнер, драматург, майстер
- Дмиш Тетяна — акторка
- Кісь Ольга — акторка
- Нетроніна Юлія — акторка
- Ніфтулаєва Ольга — акторка
- Озарчук Юлія — акторка
- Палій Євген — актор, відеограф
- Паскар Юрій — керівник, педагог, режисер, драматург
- Рожко Анастасія — акторка, звукооператор
- Семенюк Тарас — актор, майстер
- Станіславова Діана — акторка
- Трохимчук Андрій — актор
- Циганюк Микола — актор
- Шкіндер Дмитро — актор, звукооператор, композитор
- Юхимець Віра — акторка
- Яковишина Анастасія — акторка, педагог